# オールドメイド
オールドメイド（All de made）はトランプをモチーフにした日本のトランプアイドル。大阪市内のライブハウスを中心に主に関西圏で活動している。所属は株式会社HYBRID BANK。
2023年4月15日より新体制にて活動している。

## 概要
世界共通のアミューズメントカードとして「トランプ」をモチーフとしており「世界に笑顔と元気を！」届けることを目指すアイドルである。
グループ名のAll de madeは、英語でババ抜きを意味するold maidを元に作られた和製印欧語。
トランプにちなんで、歌詞ではポーカーやカードゲームの用語が使われている。衣装やファングッズもトランプモチーフのものが多い。
公式ファン総称は「トランプ兵」でルイス•キャロル『不思議の国のアリス』よりつけられている。これには、第一にメンバーを守り支えてくれる存在であり、第二に強く輝くアイドルをトランプの女王に擬えて、それに従う兵士という相反する二つのイメージが込められている。
上記の第二の意味には、メンバーの一人一人が弱い女の子ではなく、コンセプトの「世界に笑顔と元気を！」届ける元気系アイドルであることが背景にある。

## 沿革
- 2018年2月12日 - 1期生あずにゃん、ちぴ、りーちゃん、さにゃぴ、の4人で結成[1]。
- 2019年6月23日 - 1期生メンバー全員卒業、活動休止[2]
- 2019年12月15日 - 2期生加入[3]。ただし、直後にコロナにて活動中止。
- 2021年2月2日 -  ふわちゃん卒業[4]。
- 2021年7月25日 - れんしゃん卒業[5]。
- 2021年12月5日 - めいめい、愛桃が加入[6]
- 2022年2月28日 - 愛桃が卒業[7]。
- 2022年5月 - 活動再開。
- 2022年10月2日 - ちさりん加入[8]。
- 2022年11月30日  ちさりん卒業[9]。
- 2023年1月　カナダの音楽チャートにて1stシングル「pick me!」がランクインする。
- 2023年3月12日 - ゆんゆん、めいめい卒業[10]
- 2023年4月15日 - 新体制にて活動開始。きよたん、ゆう、ゆまち加入[11]。
- 2023年7月13日 - きよたん脱退、一方的な脱退として話題になる[12]。
- 2023年10月21日  すず加入[13]。
- 2024年5月18日 - ゆう脱退[14]。
- 2024年6月8日 -  ゆまち、すず卒業[15]。はるちゃぴ、ゆまち、すぅちゃん現体制卒業LIVE。
- 2024年6月21日 - はるちゃぴ卒業[16]。
- 2024年8月10日 - ももち、ふぁな加入、2人体制での活動開始[17]。

## メンバー
- ももち（愛原ももこ）ジョーカー担当[18]
- ふぁな（平野華奈）ジョーカー担当[19]

### 旧メンバー
- さにゃぴ（福田紗己）（2018年2月12日 - 2019年7月5日）スペード担当[20]
- あずにゃん[21]（小角あずさ[22]）（2018年2月12日 - 2019年7月5日）ハート担当[23]
- ちぴ[24]（渡辺千尋[22]）（2018年2月12日 - 2019年7月5日）クローバー担当[24]
- ゆんゆん[25]（山村優花[26]）（2019年12月1日 - 2023年3月12日）ハート担当（リーダー）[27]
- りーちゃん[21]（北林利奈[22]）（2018年2月12日 - 2019年7月5日）ダイヤ担当[28]
- ふわちゃん[29]（冬月ふわり[26]、前田ふわり[30]）（2019年12月1日 - 2021年2月2日）スペード担当[29]
- れんしゃん[25]（中島蓮[26]）（2019年12月1日 - 2021年7月25日）クローバー担当[25]
- はるちゃぴ[31]（古川遥夏[26]）（2019年12月1日 - 2024年6月21日）ダイヤ担当[25]、新リーダー[32]
- めいめい[33]（野村萌衣[34]）（2021年12月5日 - 2023年3月12日）スペード担当[33]
- 愛桃[7]（2021年12月5日 - 2022年2月28日）クローバー担当→ ジョーカー（研究生）[35]
- ちさりん[8]（2022年10月2日 - 2022年11月30日）ジョーカー（クローバー候補）[8]
- きよたん[12]（2023年4月15日 - 2023年7月13日）ジョーカー[32]
- ゆう[31]（2023年4月15日 - 2024年5月18日）ジョーカー[36]
- ゆまち[31]（2023年4月15日 - 2024年6月8日）ジョーカー→クローバー担当[32][37]
- すず[31]（2023年4月15日 - 2024年6月8日）ジョーカー[36]

## 楽曲
1. pick me!!
2. Lovely suit
3. POKER♡SMILE
4. ロイヤルストレートフラッシュ
5. MIRACLE☆FIGHTER
6. AwesomeWorld
7. HeartのQueen

楽曲は全てトランプをモチーフにしている。